# Яльмар Рісер-Ларсен
Яльмар Рісер-Ларсен (норв. Hjalmar Riiser-Larsen; 7 червня 1890, Христіанія — 3 червня 1965) — норвезький авіатор і полярний дослідник, один з творців сучасних ВПС Норвегії.

## Біографія
Яльмар Рісер-Ларсен народився в Христіанії, у віці 19 років вступив до Військово-морської академії в Бергені, яку закінчив в офіцерському званні. З 1915 року служив на військово-морському флоті, в Першій світовій війні участі не брав, так як Норвегія оголосила про свій нейтралітет. Після війни Рісер-Ларсен був призначений керівником підприємства з будівництва літаків для морської авіації, через два роки його змінив на цій посаді інший офіцер. Рісер-Ларсен в 1921 році склав іспити на ліцензію пілота і перейшов на роботу у військове міністерство, одночасно час від часу виконуючи комерційні рейси.
У 1925 році Руаль Амундсен запропонував Рісер-Ларсену, як одному з найдосвідченіших норвезьких пілотів, взяти участь в перельоті на Північний полюс. В експедиції Амундсена і Лінкольна Елсворта Рісер-Ларсен пілотував один з двох літаків Dornier Wal, на борту кожного з яких знаходилося по три людини. Експедиція стартувала 21 травня через Конгсфіорд на Шпіцбергені. Через три години після вильоту у літака Рісер-Ларсена N-25 виникли неполадки і треба було здійснити посадку. Рісер-Ларсен посадив літак без великих ускладнень, однак другий літак N-24, що сів неподалік, отримав більш серйозні пошкодження. Це сталося в 136 морських милях від полюса. Протягом 26 днів шість учасників експедиції ремонтували літак N-25 і розчищали злітну смугу в льодах, яка знову і знову ставала непридатною через зрушення льодів, поки 15 червня не вдалося злетіти. Через сім годин літак Рісер-Ларсена з усіма членами експедиції на борту повернувся на Шпіцберген. Незважаючи на те, що мета — Північний полюс — не була досягнута, переліт Амундсена і Елсворта став сенсацією, тому що жоден літак раніше не досягав такої широти і не літав в таких виняткових погодних умовах.
У наступному році Рісер-Ларсен увійшов до складу експедиції на дирижаблі «Норвегія», ставши штурманом. Керували польотом Амундсен і італійський конструктор дирижабля Умберто Нобіле. 11 травня 1926 року дирижабль покинув Шпіцберген, а менш ніж через добу, о 1:30 12 травня досяг полюса. Вранці 14 травня «Норвегія» приземлилася на Алясці. Переліт «Норвегії» став першою успішною спробою досягти Північного полюса, так як заяви всіх попередніх претендентів, Кука, Пірі і Берда, ставилися під сумнів. Коли в 1928 році дирижабль «Італія» під командуванням Нобіле зазнав катастрофи в Арктиці, Рісер-Ларсен брав участь у пошуках зниклих.
У період з 1929 по 1931 рік Рісер-Ларсен брав участь в двох антарктичних експедиціях, профінансованих норвезьким судновласником і китобійним магнатом Ларсом Крістенсеном (Крістенсен організував ряд експедицій з 1927 по 1936 рік, в результаті яких було зроблено багато цінних відкриттів, а Норвегія заявила територіальні претензії на деякі території в Південній Атлантиці та Антарктиді, зокрема острів Буве і острів Петра I). Основні дослідження проводив корабель «Норвегія», Рісер-Ларсен разом з іншим пілотом Фінном Лютцов-Хольмом виконував аерофотозйомку з гідроплана.
У 1933 році скорочення в збройних силах торкнулися Рісер-Ларсена, але йому відразу запропонували роботу в цивільній авіакомпанії Det Norske Luftfartsselska (DNL). Незабаром він очолив компанію. Після окупації Норвегії Третім рейхом він був змушений емігрувати до Лондона, а звідти — в Північну Америку, де Рісер-Ларсен координував діяльність військової і військово-морської авіації і створив тренувальний табір для норвезьких льотчиків. За цей час Рісер-Ларсен отримав звання адмірала і віцемаршала. Коли в 1944 році на основі існуючих підрозділів були створені Королівські військово-повітряні сили Норвегії, їх очолив Рісер-Ларсен. Однак у нього виникли конфлікти з багатьма пілотами. Зрештою в 1946 році він був змушений подати у відставку.
Рісер-Ларсен повернувся в DNL. В цей період відбувалося формування нової авіакомпанії Scandinavian Airlines System, яка об'єднала ресурси трьох національних авіаперевізників скандинавських країн. У SAS Рісер-Ларсен відповідав за міжконтинентальні маршрути, його головною заслугою вважається організація сполучення з Північною Америкою і Далеким Сходом найкоротшим маршрутом через Північний полюс.
У 1958 році Рісер-Ларсен випустив книгу мемуарів Femti År for Kongen («П'ятдесят років за короля»).